# 埃德娜·克拉巴佩尔
埃德娜·克拉巴佩尔（英語：Edna Krabappel）是动画片《辛普森一家》中的角色，由瑪西婭·華萊士配音，并在剧集“Bart the Genius”中首次出现。她是巴特·辛普森春田镇小學四年級教師和内德·弗兰德的現任妻子。 克拉巴佩尔是華萊士唯一配音角色。華萊士逝世於2013年10月，節目的製片人宣布，他們打算引退。